# Lac de Dera Yunco
Le lac de Dera Yunco ou lac de la Jonquère est un lac pyrénéen français situé administrativement dans la commune de Barèges dans le département des Hautes-Pyrénées en région  Occitanie.
Le lac a une superficie de 1 ha pour une altitude de 2 100 m, il atteint une profondeur de 1 m.

## Toponymie
En occitan, eth lac d'era yunca  signifie : le lac des joncs (que l'on venait couper pour fabriquer des objets).

## Géographie
Le lac de Dera Yunco est peu profond et partiellement recouvert de plantes d'eau.

### Topographie
| Soum de la Piquette (2 302 m) | Pic d'Izes (2 395 m) Lac dets Coubous |                      |
| Pic des Crampettes (2 484 m)  | lac de Dera Yunco                     | Crête de la Touatère |
|                               | Lac Blanc                             |                      |

## Protection environnementale
Le lac fait partie d'une zone naturelle protégée, classée ZNIEFF de type 1 : Massif en rive gauche du Bastan et de type 2 : Vallées de Barèges et de Luz.

## Voies d'accès
Le lac de Dera Yunco est accessible par un sentier de randonnée parallèle au GR10, entre le lac dets Coubous et le lac d'Aubert.

## Images

Sélection de vues du lac.
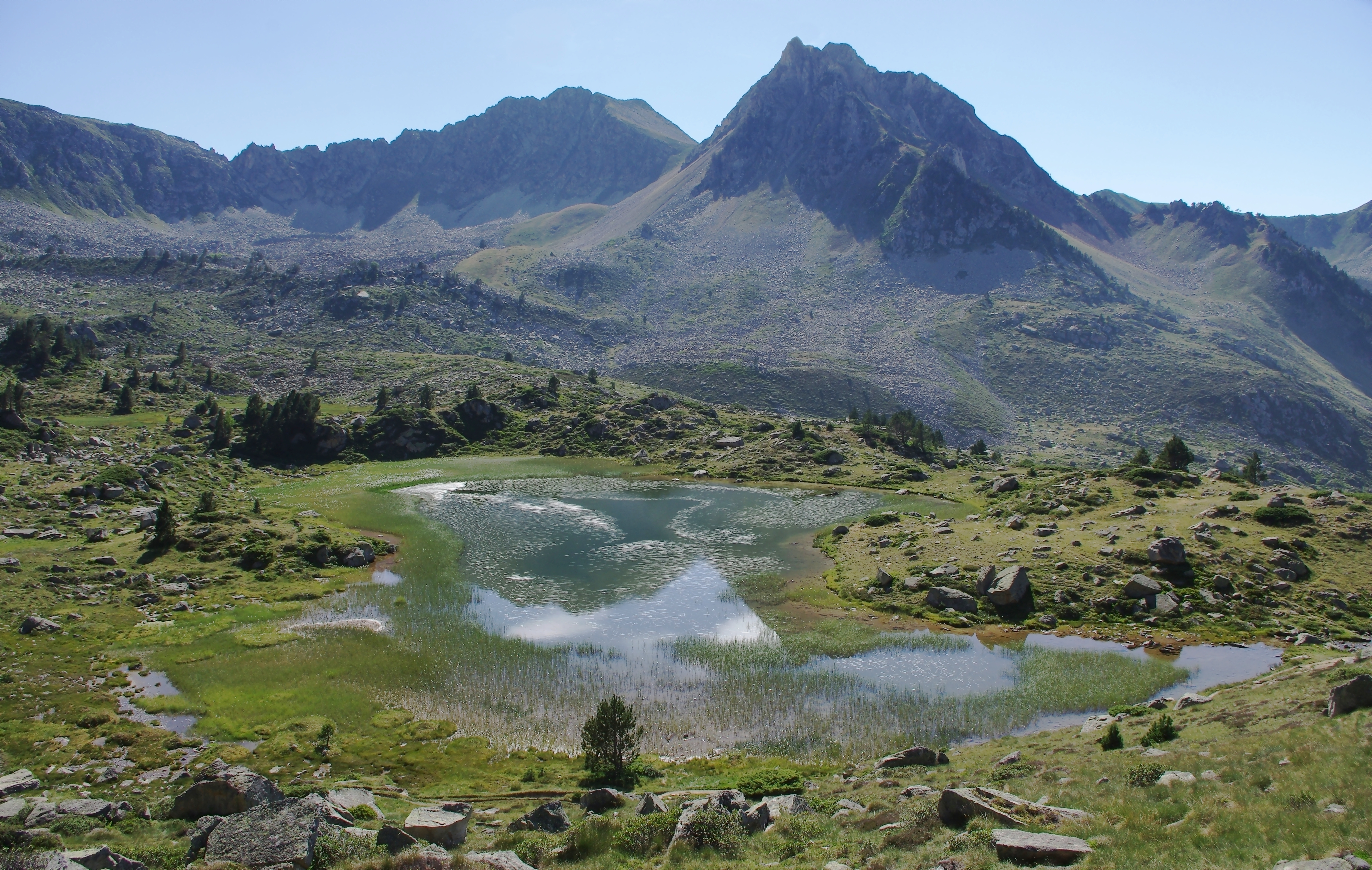
Vue générale : Est-Nord-Est.
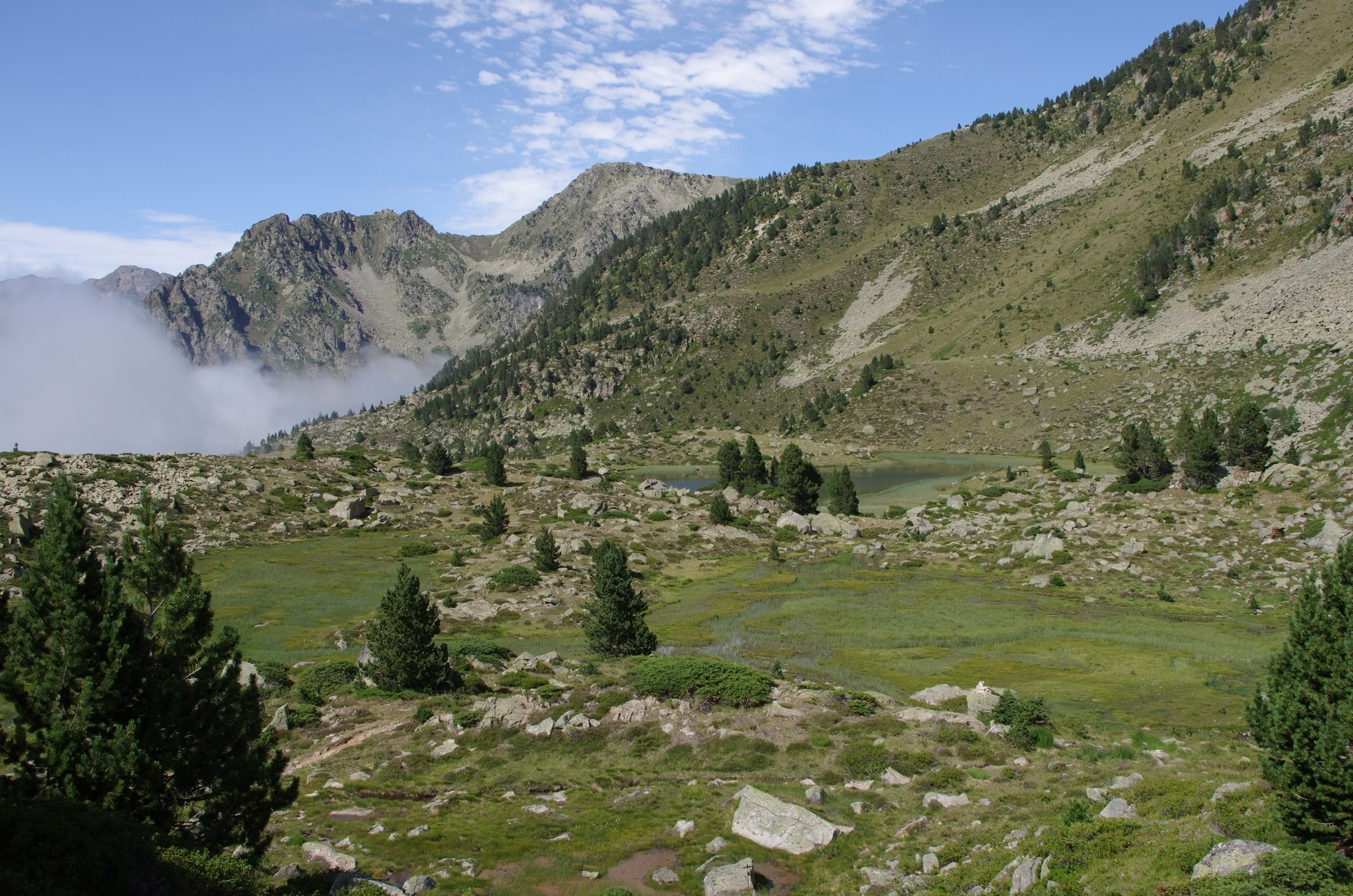
La deuxième partie du lac, au Sud-Ouest de la partie principale, ressemble à un marais en été.
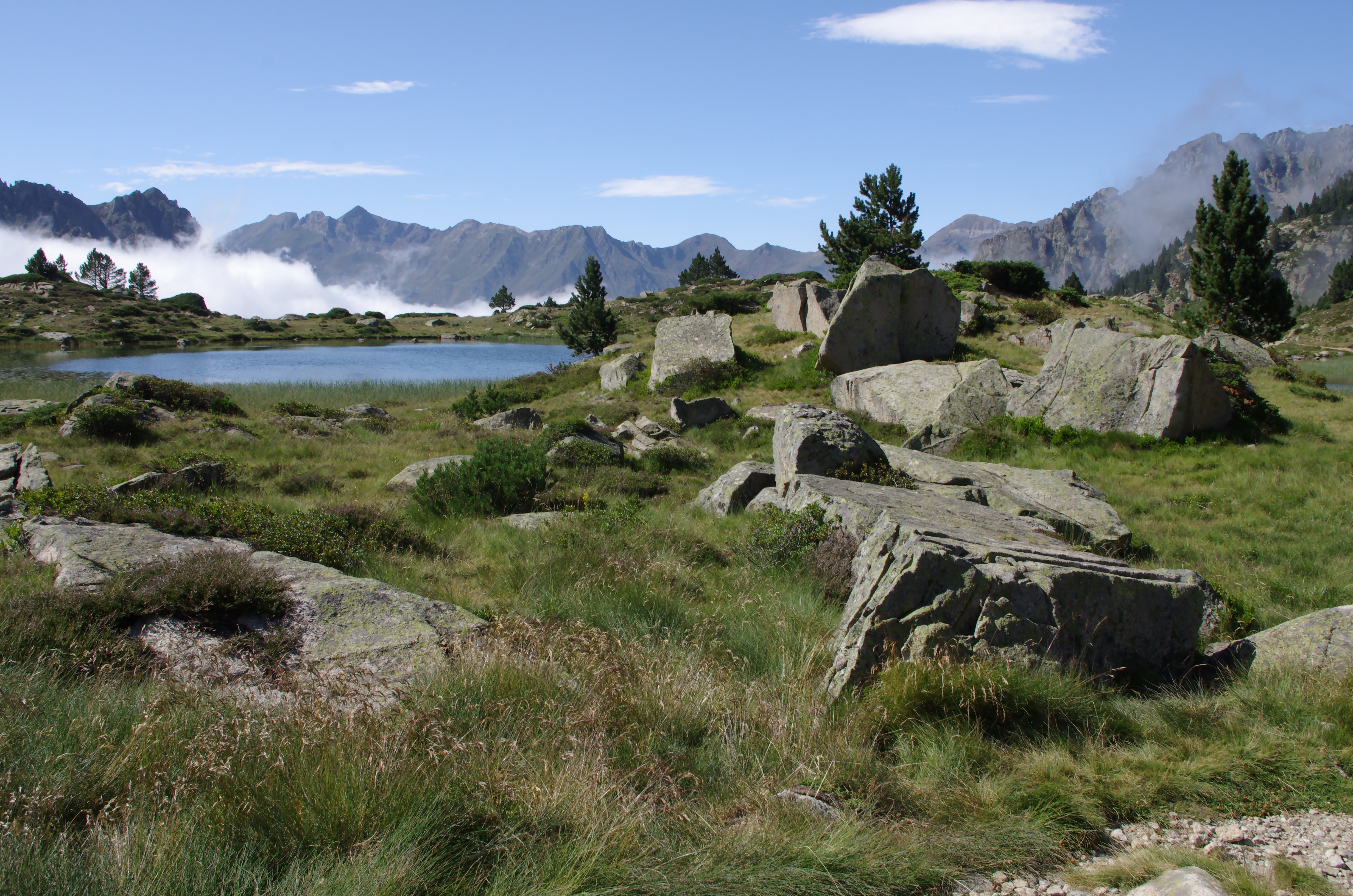
Le lac est entouré de blocs de granit et de pins de montagne.
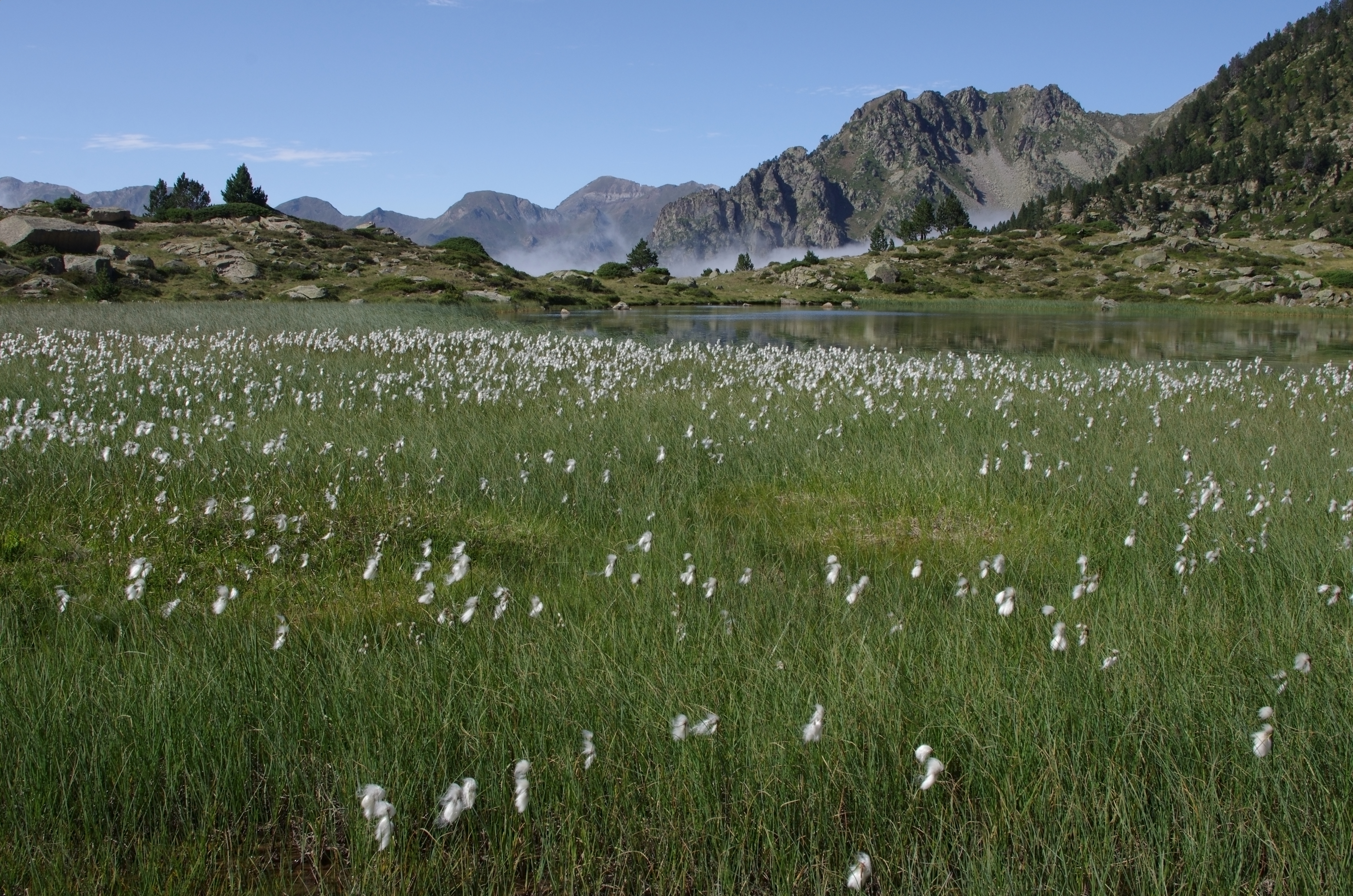
La linaigrette pousse dans les parties peu profondes du lac.
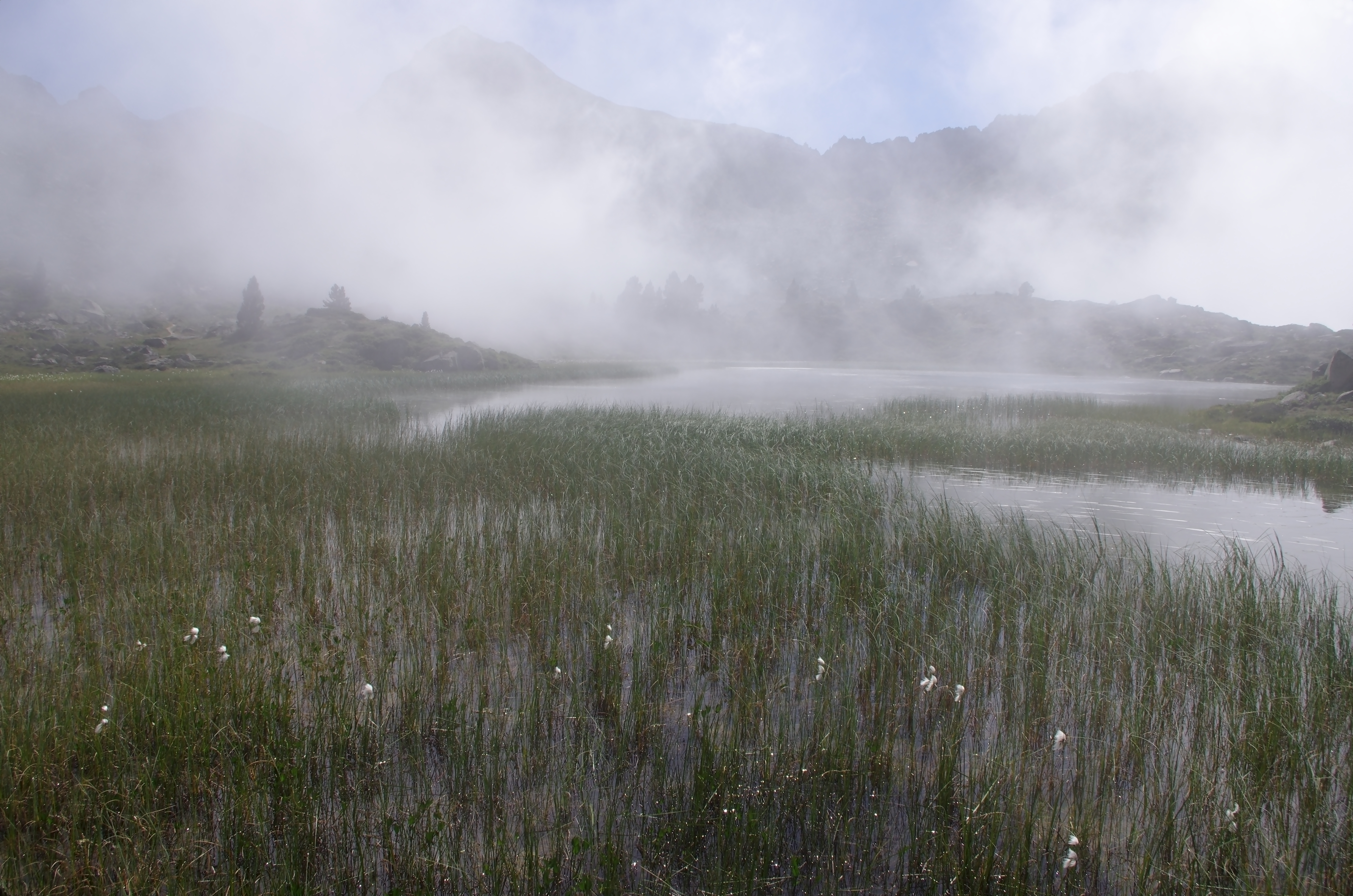
Nuages qui passent: une atmosphère différente.